# Cincinnati Masters 2005
Il Cincinnati Masters 2005 (conosciuto anche come Western & Southern Financial Group Masters e Western & Southern Financial Group Women's Open per motivi di sponsorizzazione) è stato un torneo di tennis giocato sul cemento. È stata la 104ª edizione del Cincinnati Masters, che fa parte della categoria ATP Masters Series nell'ambito dell'ATP Tour 2005, e della categoria Tier III nell'ambito del WTA Tour 2005. Sia il torneo maschile che quello femminile si sono giocati al Lindner Family Tennis Center di Mason, vicino a Cincinnati in Ohio negli USA, Il torneo maschile si è giocato dal 15 al 22 agosto 2005, quello femminile dal 18 al 24 luglio 2005.

## Campioni

### Singolare maschile
Roger Federer ha battuto in finale  Andy Roddick con il punteggio di 6–4, 7–5

### Singolare femminile
Patty Schnyder ha battuto in finale  Akiko Morigami con il punteggio di 6–4, 6–0

### Doppio maschile
Jonas Björkman /  Maks Mirny hanno battuto in finale  Wayne Black /  Kevin Ullyett con il punteggio di 7–6(3) 6–2

### Doppio femminile
Laura Granville /  Abigail Spears hanno battuto in finale  Květa Peschke /  María Emilia Salerni con il punteggio di 3–6, 6–2, 6–4